# Elaeocarpus kaalensis
Elaeocarpus kaalensis är en tvåhjärtbladig växtart som beskrevs av Albert Ulrich Däniker. Elaeocarpus kaalensis ingår i släktet Elaeocarpus och familjen Elaeocarpaceae. Inga underarter finns listade i Catalogue of Life.